# شون هيكس
شون هيكس (بالإنجليزية: Shawn Hicks)‏ (10 يوليو 1995 في جنوب أفريقيا - ) هو لاعب كريكت نيوزلندي. لعب مع فريق أوكلاند للكريكت ‏.

## وصلات خارجية
- شون هيكس على موقع إي آس بي آن كريك إنفو (الإنجليزية)